# اناکارا (ایدوکی)
اناکارا (ایدوکی) (به انگلیسی: Anakkara (Idukki)) یک منطقهٔ مسکونی در هند است که در کرالا واقع شده‌است.

## خصوصیات
اناکارا ۵۰ کیلومترمربع مساحت و ۳۰٬۰۰۰ نفر جمعیت دارد و ۹۰۰ متر بالاتر از سطح دریا واقع شده‌است.

## نگارخانه

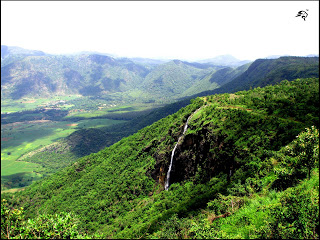
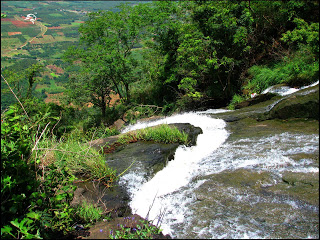
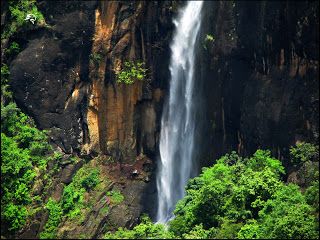